# Anne Marie Laursen
Anne Marie Dorscheus Laursen (née le 11 février 1993) est une archère danoise. Elle est médaillée de bronze aux championnats du monde de tir à l'arc en 2013.

## Biographie
Anne Marie Laursen atteint son premier podium mondial dans l'épreuve par équipe en 2013.

## Palmarès
- Championnats du monde[2]
  -  Médaille de bronze à l'épreuve par équipe femme aux championnats du monde 2013 à Antalya (avec Maja Jager et Carina Rosenvinge Christiansen).

- Coupe du monde[2]
  -  Médaille de bronze à l'épreuve par équipe femme à la coupe du monde 2013 de Wrocław.

- Jeux européens[2]
  -  Médaille de bronze à l'épreuve par équipe féminine aux Jeux européens de 2019 à Minsk.

- Championnats d'Europe en salle
  -  Médaille de bronze à l'épreuve individuelle femmes junior aux championnats d'Europe en salle de 2013 à Rzeszów[3].